# Arsoli
Arsoli je mesto v pokrajini Rim, ki je del italijanske dežele Lacij.
Mesto je bilo ustanovljeno leta 997. Danes je še ohranjeno staroveško mestno jedro in tudi grad (bivši samostan) iz 11. stoletja.